# Ulrike Louise van Solms-Braunfels

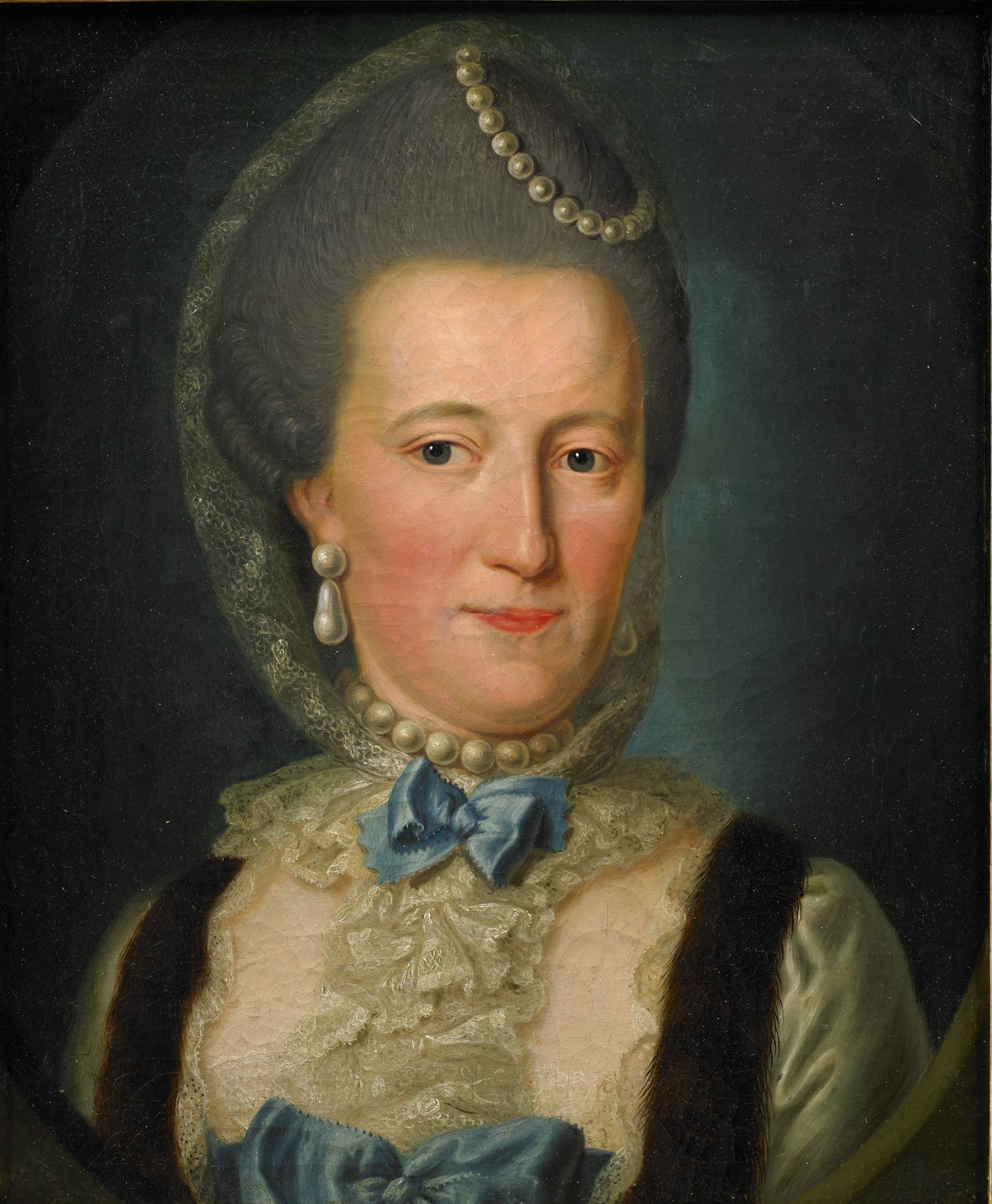
Ulrike Louise van Solms-Braunfels

Ulrike Louise van Solms-Braunfels (Hungen, 1 mei 1731 - Homburg, 12 september 1792) was een gravin van Solms-Braunfels en van 1751 tot 1756 regentes van Homburg.
Ulrike Louise was een dochter van vorst Frederik Willem zu Solms-Braunfels (1696–1761) en diens tweede echtgenote Sophie Magdalena (1701–1744), dochter van graaf Otto zu Solms-Laubach.
Ulrike Louise huwde op 10 oktober 1746 te Hungen met landgraaf Frederik IV van Hessen-Homburg (1724–1751), met wie zij twee kinderen kreeg:
- Frederik V van Hessen-Homburg (1748–1820), huwde in 1768 met Caroline van Hessen-Darmstadt (1746–1821)
- Marie Christine (1748–1750)